# Rinsleyfelsen

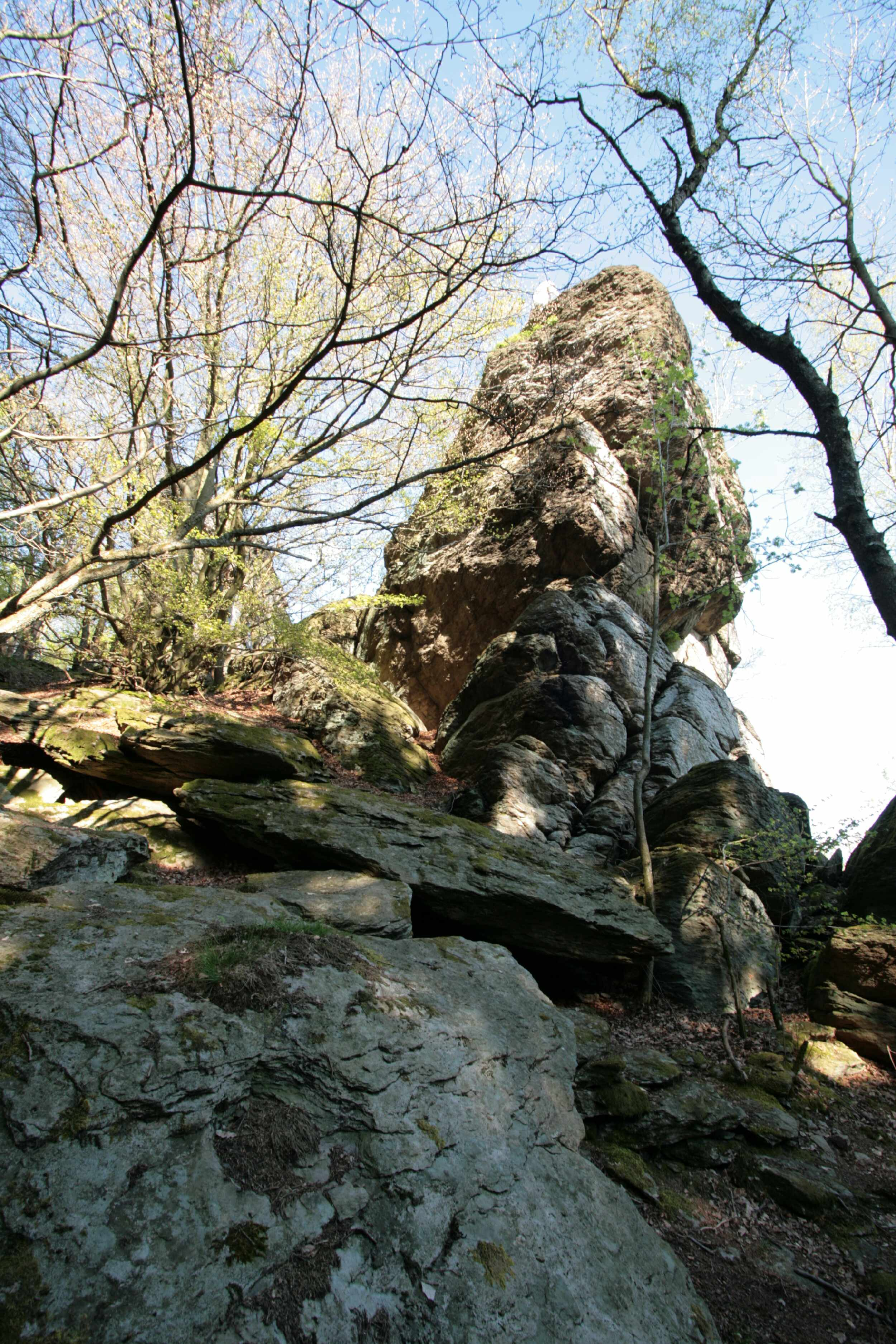
Blick von Südwesten

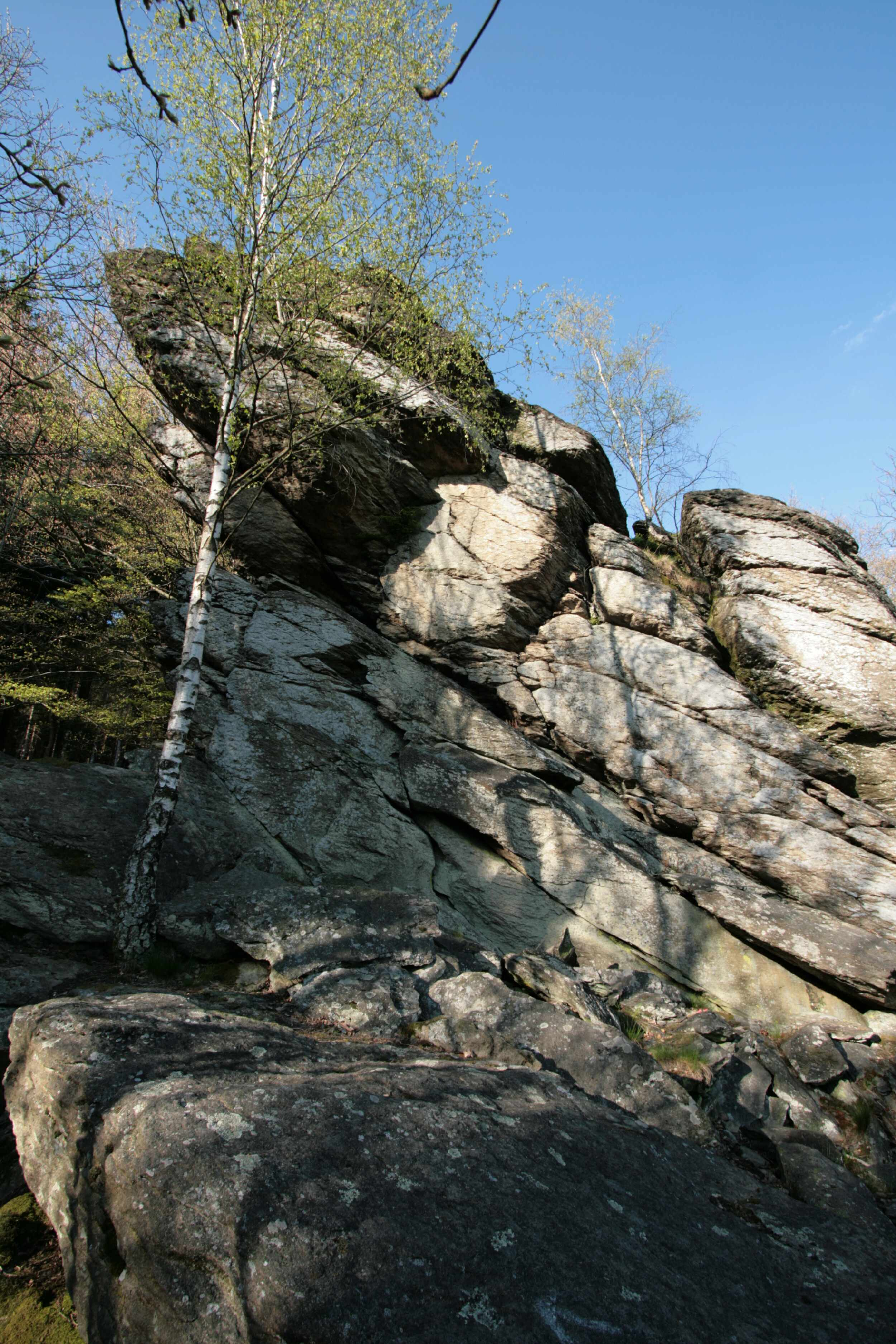
Blick nach Norden

Der Rinsleyfelsen (auch nur Rinsley oder Rinsleie genannt) ist eine Felsformation in den Saalhauser Bergen nördlich von Saalhausen im nordrhein-westfälischen Kreis Olpe. Sie ist im Geotopkataster des Landes als Naturdenkmal verzeichnet. Der Hauptfelsen mit Gipfelkreuz und Gipfellage auf 559,2 m ü. NHN ist etwa 15 bis 20 Meter hoch.

## Geographie

### Lage
Der Rinsleyfelsen liegt im Naturpark Sauerland-Rothaargebirge etwa 1,2 km nordnordwestlich von Saalhausen, einem Ortsteil von Lennestadt. Auf der zur Lenne hin abfallenden Südabdachung der Saalhauser Berge befindet er sich auf der Südsüdwestflanke des Rinsenbergs (634,4 m), einem Südsüdwestausläufer des Himbergs (688,5 m) – zwischen 559,2 m (Gipfel) und etwa 510 m (unteres Ende der Halde) Höhe. Knapp 25 m nordöstlich des Formationsgipfels liegt eine 554,2 m hohe Stelle. Westlich unterhalb der Felsen verläuft der Gleierbach-Zufluss Spinkacker Bach.

### Felsformationen in der Umgebung
Etwa 1,1 km westlich des Rinsleyfelsens erhebt sich westlich unterhalb des Herrscheid (608,3 m) der Gleierfelsen, eine etwas kleinere Felsformation, aus dem Gelände. Ähnliche nahe Formationen sind zum Beispiel die Albaumer Klippen östlich von Albaum, die Oberhundemer Klippen ostsüdöstlich von Oberhundem und die Stelborner Kippen nordöstlich von Stelborn.

## Geologie

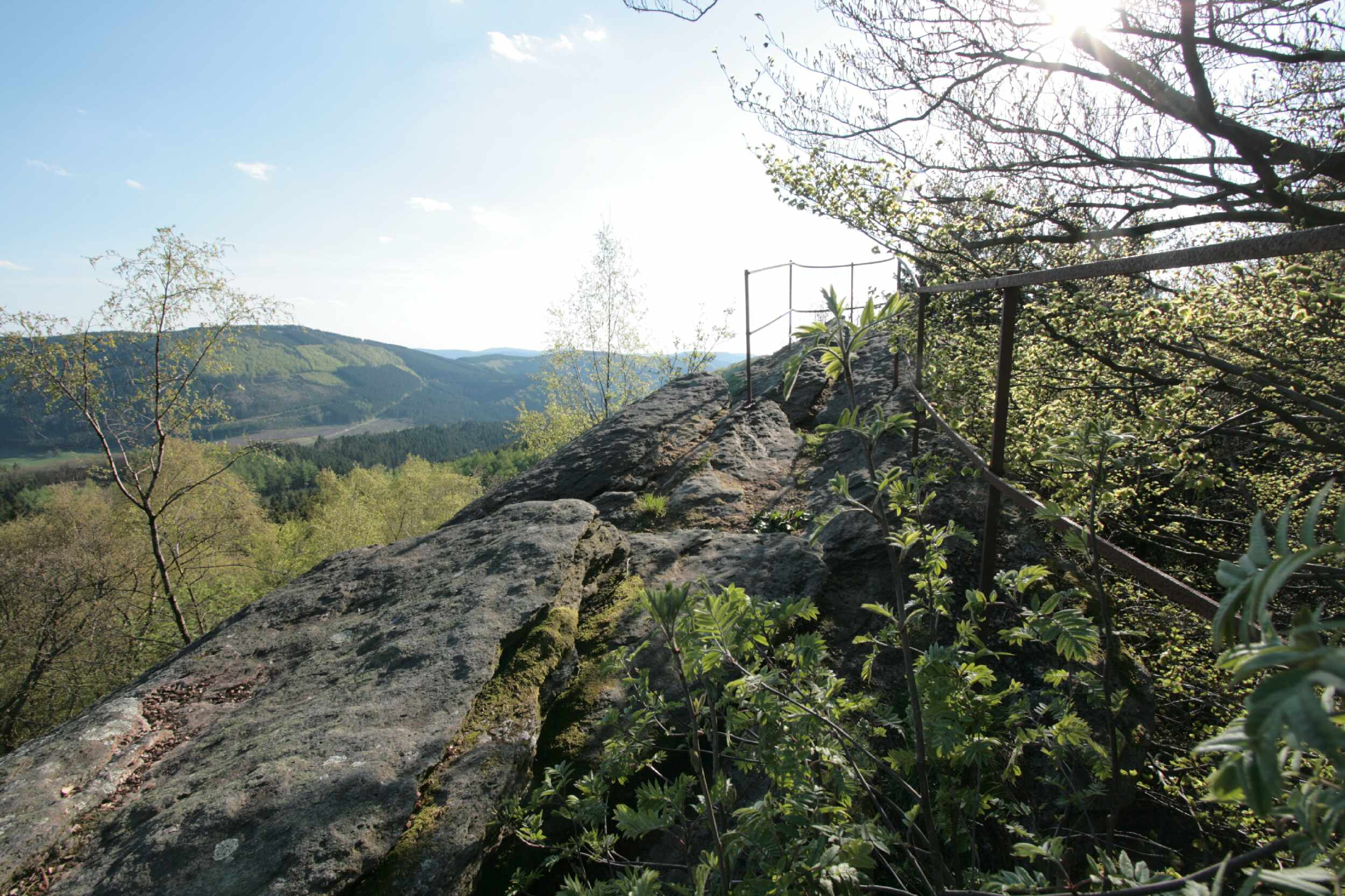
Felsen über Baumwipfeln

Der Rinsleyfelsen liegt im Grenzgebiet der Innersauerländer Senken zum Südsauerländer Bergland. Die Senken bilden die oberdevonische bis unterkarbonische Füllung der Attendorn-Elsper Doppelmulde. Der Wechsel unterschiedlicher Gesteine schuf hier eine großwellige Abfolge von in Richtung Südwest nach Nordost verlaufenden Höhenschwellen und Kuppenzügen sowie Ausräumungswannen und langgestreckten Senken und Mulden. Hierzu zählen auch der „Altenhundem–Kickenbacher Sattel“ und die „Altenhundem–Langeneier Mulde“.
Fast senkrecht zu der Mulden- und Sattelbildung hat sich das Gebirge in Form von Verschiebungen und Störungen seitlich versetzt. Die Lenne, welche bis Altenhundem den welligen Mulden und Sätteln weitgehend folgt, durchbricht diese ab hier in nordöstlicher Richtung und folgt den Störungen und Verschiebungen. Im Bereich des Rinsenberges treten die „Unteren Harbecke-Schichten“ zu Tage, welche sich durch zwei dünne Keratophyrtuffschichten abgrenzen.
Der Rinsleyfelsen verdankt seine Entstehung den rund 400 Millionen Jahre zurückliegenden vulkanischen Aktivitäten auf dem Grund des Unterdevonmeeres. Der aus Aschen- und Kristalltuffen bestehende Hauptfels ragt heute noch etwa 15 bis 20 m hoch auf. Unterhalb der Felsen liegt eine Halde abgebrochener massiver Steinblöcke, dessen Geröllfeld die ursprünglichen Ausmaße der Felsformation erahnen lassen; es reicht bis auf etwa 510 m Höhe herunter.

## Wandern
Die über die Baumwipfel ragende Felsformation ist besteigbar und mit einem Handlauf gesichert. Der höchste Felsen besitzt ein Gipfelkreuz und ist vom Höhenzug des südlich der Lenne anschließenden Rothaargebirges zu erkennen. Der Aufstieg zum Rinsleyfelsen erfolgt entweder vom Gleietal durch das „Spinkackersiepen“ zwischen „Bauernhagen“ und „Herrscheid“ auf den Sattel zur Felsformation oder von Saalhausen über den Wanderweg X18 in Richtung Hoher Lehnberg. Der Rinsleyfelsen zählt zu der Auswahl von 43 Orten in Südwestfalen, die im März 2019 von Vertretern des Sauerland-Tourismus auf der Internationalen Tourismusbörse in Berlin als besonders beliebte Wanderziele (Seelenorte) vorgestellt worden sind.